# Cipolletti
Cipolletti is een plaats in het Argentijnse bestuurlijke gebied General Roca in de provincie Río Negro. De plaats telt 66.299 inwoners.